# Copa Panamericana de Voleibol Femenino Sub-18 de 2013
La II Copa Panamericana de Voleibol Femenino Sub-18 se celebrará del 27 de abril al 5 de mayo de 2013 en  Guatemala. El torneo contará con la participación de 8 selecciones; 3 de la NORCECA y 5 de la Confederación Sudamericana de Voleibol.

## Clasificaciones
| Confederación | Selecciones                                     |
| ------------- | ----------------------------------------------- |
| CSV           | Argentina · Brasil · Chile · Colombia · Perú    |
| NORCECA       | República Dominicana · Puerto Rico · Guatemala1 |

- 1 Clasificado directamente como el país anfitrión.

## Equipos participantes
| Grupo A              | Grupo B     |
| -------------------- | ----------- |
| Argentina            | Chile       |
| Brasil               | Colombia    |
| República Dominicana | Guatemala   |
| Perú                 | Puerto Rico |

## Primera fase

### Grupo A

#### Resultados
| Fecha    | Encuentro                        | Resultado | Set   | Set   | Set   | Set   | Set | Puntuación Total |
| Fecha    | Encuentro                        | Resultado | 1     | 2     | 3     | 4     | 5   | Puntuación Total |
| -------- | -------------------------------- | --------- | ----- | ----- | ----- | ----- | --- | ---------------- |
| 29-04-13 | Perú - Argentina                 | 0-3       | 16-25 | 17-25 | 21-25 |       |     | 54-75            |
| 29-04-13 | República Dominicana - Brasil    | 3-1       | 25-21 | 27-25 | 10-25 | 25-18 |     | 87-89            |
| 30-04-13 | Brasil - Argentina               | 3-0       | 25-20 | 25-18 | 20-19 |       |     | 75-57            |
| 30-04-13 | República Dominicana - Perú      | 3-0       | 25-21 | 25-15 | 25-21 |       |     | 75-57            |
| 01-05-13 | Perú - Brasil                    | 0-3       | 20-25 | 21-25 | 21-25 |       |     | 62-75            |
| 01-05-13 | República Dominicana - Argentina | 3-0       | 25-15 | 25-17 | 25-23 |       |     | 75-55            |

#### Clasificación
| Pos | Equipo               | PJ | PG | PP | SF | SC | PTS |
| --- | -------------------- | -- | -- | -- | -- | -- | --- |
| 1   | República Dominicana | 3  | 3  | 0  | 9  | 1  | 14  |
| 2   | Brasil               | 3  | 2  | 1  | 7  | 3  | 11  |
| 3   | Argentina            | 3  | 1  | 2  | 3  | 6  | 5   |
| 4   | Perú                 | 3  | 0  | 3  | 0  | 9  | 0   |

### Grupo B

#### Resultados
| Fecha    | Encuentro               | Resultado | Set   | Set   | Set   | Set   | Set | Puntuación total |
| Fecha    | Encuentro               | Resultado | 1     | 2     | 3     | 4     | 5   | Puntuación total |
| -------- | ----------------------- | --------- | ----- | ----- | ----- | ----- | --- | ---------------- |
| 29-04-13 | Colombia - Puerto Rico  | 1-3       | 21-25 | 25-19 | 23-25 | 15-25 |     | 84-94            |
| 29-04-13 | Guatemala - Chile       | 0-3       | 18-25 | 11-25 | 07-25 |       |     | 36-75            |
| 30-04-13 | Puerto Rico - Chile     | 3-0       | 25-23 | 25-21 | 25-21 |       |     | 75-65            |
| 30-04-13 | Colombia - Guatemala    | 3-0       | 25-11 | 25-14 | 25-11 |       |     | 75-36            |
| 01-05-13 | Colombia - Chile        | 0-3       | 18-25 | 21-25 | 19-25 |       |     | 58-75            |
| 01-05-13 | Guatemala - Puerto Rico | 0-3       | 6-25  | 13-25 | 9-25  |       |     | 28-75            |

#### Clasificación
| Pos | Equipo      | PJ | PG | PP | SF | SC | PTS |
| --- | ----------- | -- | -- | -- | -- | -- | --- |
| 1   | Puerto Rico | 3  | 3  | 0  | 9  | 1  | 14  |
| 2   | Chile       | 3  | 2  | 1  | 6  | 3  | 10  |
| 3   | Colombia    | 3  | 1  | 2  | 4  | 6  | 6   |
| 4   | Guatemala   | 3  | 0  | 3  | 0  | 9  | 0   |

## Fase final

### Final 1º y 3º puesto
|  | Cuartos de final      | Cuartos de final |                        |                        | Semifinales           | Semifinales |  |  | Final                 | Final |
|  |                       |                  |                        |                        |                       |             |  |  |                       |       |
|  |                       |                  |                        |                        |                       |             |  |  |                       |       |
|  |                       |                  |                        |                        |                       |             |  |  |                       |       |
|  | Brasil                |                  |                        |                        |                       |             |  |  |                       |       |
|  | 3 de mayo – Guatemala |                  |                        |                        |                       |             |  |  |                       |       |
|  | Directo a Semifinales |                  |                        |                        |                       |             |  |  |                       |       |
|  | Brasil                | 3                |                        |                        |                       |             |  |  |                       |       |
|  | Brasil                | 3                | 2 de mayo – Guatemala  |                        |                       |             |  |  |                       |       |
|  |                       | Argentina        | 0                      |                        |                       |             |  |  |                       |       |
|  | Argentina             | Argentina        | 0                      | 3                      |                       |             |  |  |                       |       |
|  | Argentina             |                  | 4 de mayo – Guatemala  | 3                      |                       |             |  |  |                       |       |
|  | Chile                 | 1                |                        |                        |                       |             |  |  |                       |       |
|  | Chile                 | 1                | Brasil                 | 3                      |                       |             |  |  |                       |       |
|  |                       |                  | Brasil                 | 3                      |                       |             |  |  |                       |       |
|  |                       | Puerto Rico      | 2                      |                        |                       |             |  |  |                       |       |
|  | R. Dominicana         | Puerto Rico      | 2                      |                        |                       |             |  |  |                       |       |
|  | 3 de mayo – Guatemala |                  |                        |                        |                       |             |  |  |                       |       |
|  | Directo a Semifinales |                  |                        |                        |                       |             |  |  |                       |       |
|  | R. Dominicana         | 2                | Tercer y cuarto puesto | Tercer y cuarto puesto |                       |             |  |  |                       |       |
|  | R. Dominicana         | 2                | Tercer y cuarto puesto | Tercer y cuarto puesto | 2 de mayo – Guatemala |             |  |  |                       |       |
|  |                       | Puerto Rico      | 3                      |                        |                       |             |  |  |                       |       |
|  | Perú                  | Puerto Rico      | 3                      | 2                      | Argentina             | 1           |  |  |                       |       |
|  | Perú                  |                  |                        | 2                      | Argentina             | 1           |  |  |                       |       |
|  | Puerto Rico           | 3                |                        | R. Dominicana          | 3                     |             |  |  |                       |       |
|  | Puerto Rico           | 3                |                        |                        | 3                     |             |  |  |                       |       |
|  |                       |                  |                        |                        |                       |             |  |  | 4 de mayo – Guatemala |       |
|  |                       |                  |                        |                        |                       |             |  |  |                       |       |

#### Resultados
| Fase             | Fecha    | Encuentro                          | Resultado | Set   | Set   | Set   | Set   | Set   | Puntuación total |
| Fase             | Fecha    | Encuentro                          | Resultado | 1     | 2     | 3     | 4     | 5     | Puntuación total |
| ---------------- | -------- | ---------------------------------- | --------- | ----- | ----- | ----- | ----- | ----- | ---------------- |
| Cuartos de final | 29-07-05 | Argentina - Chile                  | 3-1       | 25-18 | 28-30 | 25-17 | 25-18 |       | 103-83           |
| Cuartos de final | 29-07-05 | Puerto Rico - Perú                 | 3-2       | 25-18 | 18-25 | 21-25 | 25-20 | 15-9  | 104-97           |
| Semifinal        | 29-07-05 | Brasil - Argentina                 | 3-0       | 27-25 | 25-21 | 25-19 |       |       | 77-65            |
| Semifinal        | 29-07-05 | República Dominicana - Puerto Rico | 2-3       | 19-25 | 23-25 | 25-19 | 25-15 | 09-15 | 101-99           |
| Final            | 29-07-05 | Brasil - Puerto Rico               | 3-2       | 20-25 | 25-19 | 25-13 | 23-25 | 15-08 | 106-90           |
| 3° puesto        | 29-07-05 | Argentina - República Dominicana   | 1-3       | 16-25 | 17-25 | 25-20 | 22-25 |       | 80-95            |

### Final 5º y 7º puesto
|  | Semifinales    | Semifinales    |   |                | Final          | Final |  |
|  |                |                |   |                |                |       |  |
|  |                |                |   |                |                |       |  |
|  | Fecha – Ciudad |                |   |                |                |       |  |
|  | Perú           | 3              |   |                |                |       |  |
|  | Guatemala      | 0              |   |                |                |       |  |
|  |                |                |   |                |                |       |  |
|  |                |                |   |                | Fecha – Ciudad |       |  |
|  |                |                |   |                | Perú           | 2     |  |
|  |                | Chile          | 3 |                |                |       |  |
|  |                |                |   |                |                |       |  |
|  |                |                |   |                |                |       |  |
|  |                |                |   |                | Tercer lugar   |       |  |
|  | Fecha – Ciudad | Fecha – Ciudad |   | Fecha – Ciudad | Fecha – Ciudad |       |  |
|  | Chile          | 3              |   | Guatemala      | 0              |       |  |
|  | Colombia       | 1              |   |                | Colombia       | 3     |  |

#### Resultados
| Fase      | Fecha    | Encuentro            | Resultado | Set   | Set   | Set   | Set   | Set   | Puntuación Total |
| Fase      | Fecha    | Encuentro            | Resultado | 1     | 2     | 3     | 4     | 5     | Puntuación Total |
| --------- | -------- | -------------------- | --------- | ----- | ----- | ----- | ----- | ----- | ---------------- |
| Semifinal | 03-05-13 | Perú - Guatemala     | 3-0       | 25-08 | 25-12 | 25-14 |       |       | 75-34            |
| Semifinal | 03-05-13 | Chile - Colombia     | 3-1       | 25-22 | 22-25 | 26-24 | 25-16 |       | 98-87            |
| 5º Puesto | 04-05-13 | Perú - Chile         | 2-3       | 25-16 | 14-25 | 25-17 | 16-25 | 14-16 | 94-99            |
| 7º Puesto | 04-05-13 | Guatemala - Colombia | 0-3       | 18-25 | 14-25 | 13-25 |       |       | 45-75            |

## Distinciones individuales
| Distinción      | Nombre          | Equipo      |
| --------------- | --------------- | ----------- |
| MVP             | Lais Vasques    | Brasil      |
| Mejor anotadora | Catalina Melo   | Chile       |
| Mejor ataque    | Laura Sotomayor | Chile       |
| Mejor bloqueo   | Laiza Ferreira  | Brasil      |
| Mejor servicio  | Laura Sotomayor | Chile       |
| Mejor armadora  | Wilmarie Rivera | Puerto Rico |
| Mejor recepción | Okiana Valle    | Puerto Rico |
| Mejor defensa   | Lais Vasques    | Brasil      |
| Mejor líbero    | Lais Vasques    | Brasil      |

## Clasificación general
| Pos | Equipo               |
| --- | -------------------- |
|     | Brasil               |
|     | Puerto Rico          |
|     | República Dominicana |
| 4   | Argentina            |
| 5   | Chile                |
| 6   | Perú                 |
| 7   | Colombia             |
| 8   | Guatemala            |

## Podio
| Brasil           |
| Campeón          |
| Brasil 1º título |

| Puerto Rico |
| Sub-Campeón |
| Puerto Rico |

| República Dominicana |
| 3º Lugar             |
| República Dominicana |